# Michelle Colón
Michelle Marie Colón Ramírez (Bayamón, 1 de setembro de 2000) é uma modelo porto-riquenha, que ganhou o concurso Miss Universo Porto Rico 2021.

## Biografia
Colón nasceu em 1 de setembro de 2000 e mora em Bayamón, mas depois mudou-se para Loíza. Ela é de ascendência porto-riquenha e afro-caribenhos. Ela é a fundadora da C.A.R.E. Training Program. Colón está frequentando a escola como estudante de biologia e pré-medicina.

## Concurso de beleza
Colón foi coroada Miss Teen Americas Porto Rico 2018 e, em representação de Porto Rico, foi coroada Miss Teen Americas 2018 em El Salvador em maio de 2018.

### Miss Universo Porto Rico 2021
Em 30 de setembro de 2021, Colón representou Loíza no concurso Miss Universo Porto Rico 2021 no Centro de Artes Cênicas Luis A. Ferré em San Juan, ela ganhou o título. No final do evento, ela conseguiu tirar Estefanía Soto.

### Miss Universo 2021
Como Miss Universo Puerto Rico, Colón representou Porto Rico no concurso Miss Universo 2021 em Eilat, Israel.